# Marcus Weber
Marcus Weber (* 2. November 1992 in Garmisch-Partenkirchen) ist ein deutscher Eishockeyspieler, der seit Juni 2013 bei den Nürnberg Ice Tigers aus der Deutschen Eishockey Liga (DEL) unter Vertrag steht und dort auf der Position des Verteidigers spielt.

## Karriere
Weber durchlief zunächst alle Jugendabteilungen beim SC Riessersee und hatte bereits in der Saison 2009/10 erste Einsätze in der ersten Mannschaft des SC Riessersee, als er in drei Begegnungen in der 2. Bundesliga zum Einsatz kam. In der Saison 2010/11 stand er in der Stammaufstellung der Oberliga-Mannschaft, verletzte sich allerdings gegen Ende der regulären Spielzeit, weshalb er nicht in den Playoffs antreten konnte. Dennoch gewann die Mannschaft am Saisonende den Meistertitel der Oberliga.
Ende Juni 2011 gab Weber seine Vertragsverlängerung beim SC Riessersee bekannt, die nach dem Aufstieg im Vorjahr in der Saison 2011/12 in der 2. Bundesliga antraten. Nachdem im Mai 2012 bekannt wurde, dass sein Kontrakt beim SC Riessersee nicht verlängert wird, wechselte Weber zusammen mit Tobias Biersack zum Oberligisten EC Peiting. Zur Saison 2013/14 unterschrieb Weber einen Dreijahresvertrag bei den Nürnberg Ice Tigers aus der Deutschen Eishockey Liga (DEL) und kam zunächst während der Spielzeit 2014/15 parallel für die Löwen Frankfurt in der DEL2 zum Einsatz. In den folgenden Jahren wurde der Vertrag Webers mehrfach verlängert. Zur Saison 2023/24 wurde er zum Mannschaftskapitän ernannt, nachdem er zuvor bereits als Assistenzkapitän fungiert hatte.

## Erfolge und Auszeichnungen
- 2011 Oberliga-Meister und Aufstieg in die 2. Bundesliga mit dem SC Riessersee

## Karrierestatistik
Stand: Ende der Saison 2024/25
(Legende zur Spielerstatistik: Sp oder GP = absolvierte Spiele; T oder G = erzielte Tore; V oder A = erzielte Assists; Pkt oder Pts = erzielte Scorerpunkte; SM oder PIM = erhaltene Strafminuten; +/− = Plus/Minus-Bilanz; PP = erzielte Überzahltore; SH = erzielte Unterzahltore; GW = erzielte Siegtore; 1 Play-downs/Relegation; Kursiv: Statistik nicht vollständig)

## Sonstiges
Im Jahr 2010 wurde Marcus Weber ausgewählt, das sogenannte Bid Book, das die Olympiabewerbung für die Ausrichtung der Olympischen Winterspiele 2018 in München und Garmisch-Partenkirchen beinhaltete, zusammen mit Katarina Witt und Bernhard Schwank in Lausanne an das Internationale Olympische Komitee (IOC) zu übergeben.